# Sime Vulin
Sime Vulin (ur. 4 sierpnia 1983 w Szybeniku) – chorwacki siatkarz, grający na pozycji środkowego, reprezentant Chorwacji. Od sezonu 2018/2019 występują we francuskiej drużynie Martigues VB.

## Sukcesy klubowe
Puchar Chorwacji:
- 2001, 2002, 2003, 2004, 2005, 2006

Mistrzostwo Chorwacji:
- 2001, 2002, 2003, 2006, 2009
- 2004, 2005

Klubowe Mistrzostwa Afryki:
- 2012

## Sukcesy reprezentacyjne
Liga Europejska:
- 2006